# 臨港橋
臨港橋（りんこうばし）は三重県四日市市にある橋梁。

## 概要
四日市港の千歳運河に掛けられた四日市市道の道路橋で跳開式可動橋。1932年（昭和7年）8月に初代の橋が、1963年（昭和38年）に2代目の橋が掛けられ、1991年（平成3年）11月に3代目となる現在の橋が竣工した
初代の橋は山本卯太郎が興した山本工務所の設計・製作によるもので、現在の橋に比べて幅員・可動部は半分ほどしかなく、橋の中央にトロッコのレールが敷設されていた。現在の橋は全長：72.6メートル、幅員：11メートル、可動部の長さ：26.1メートル。通常は下ろされた状態で、船が通過する時のみ中央部分を油圧ジャッキによって約70度まで跳ね上げる。上昇に要する時間は約2分30秒。橋の親柱には四日市の名産でもある萬古焼のタイルが張り付けられている。
臨港橋の300メートルほど北側には、日本国内では唯一現役の跳開式可動鉄道橋でもある末広橋梁が掛かっており、船の航行時には2つの可動橋がそろって跳ね上げられた光景を見ることが出来る。